# Rappenlochschlucht

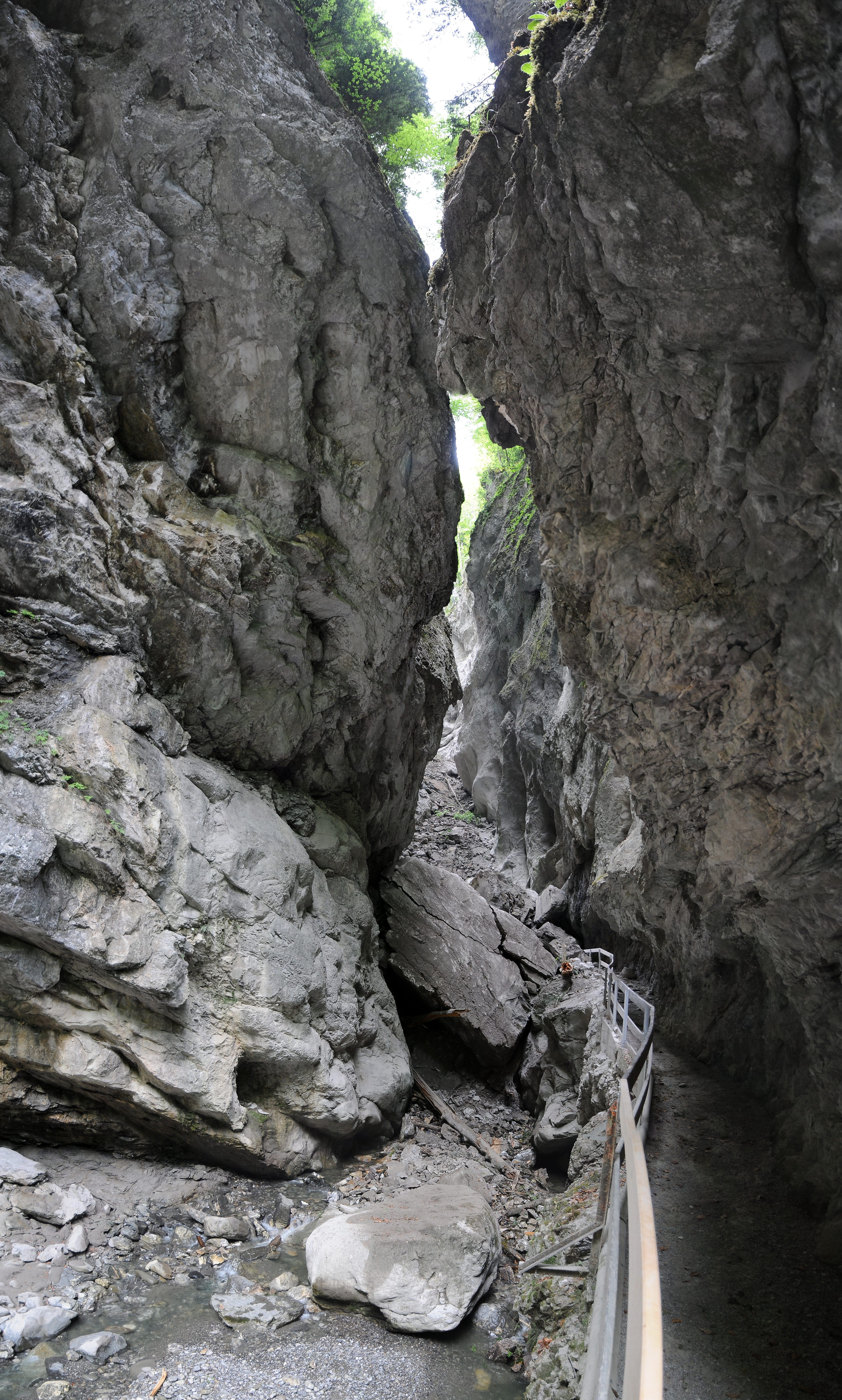
Verschütteter Teil der Rappenlochschlucht (12. Mai 2011)

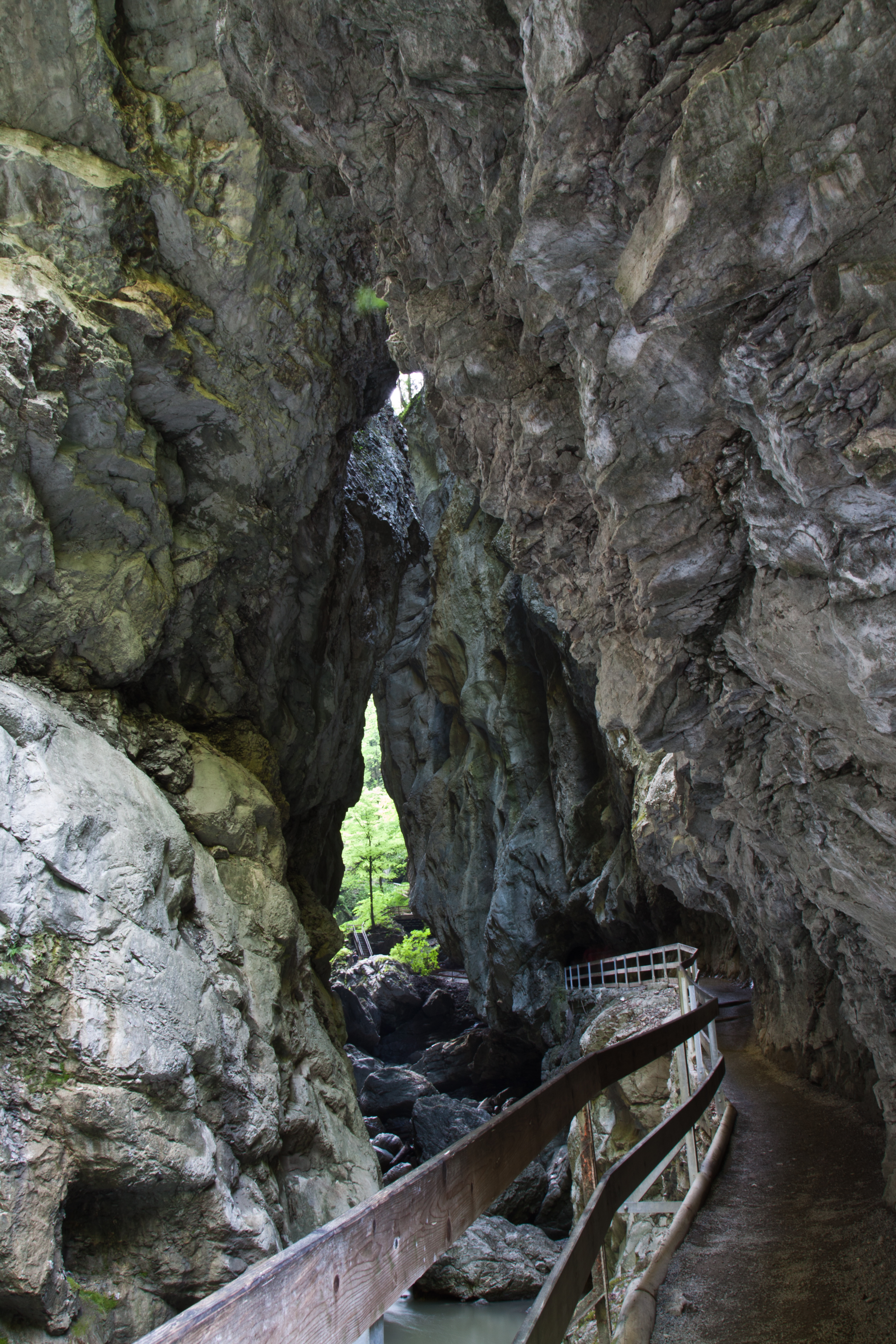
Rappenlochschlucht vor dem Brückeneinsturz 2011 (Juli 2010)

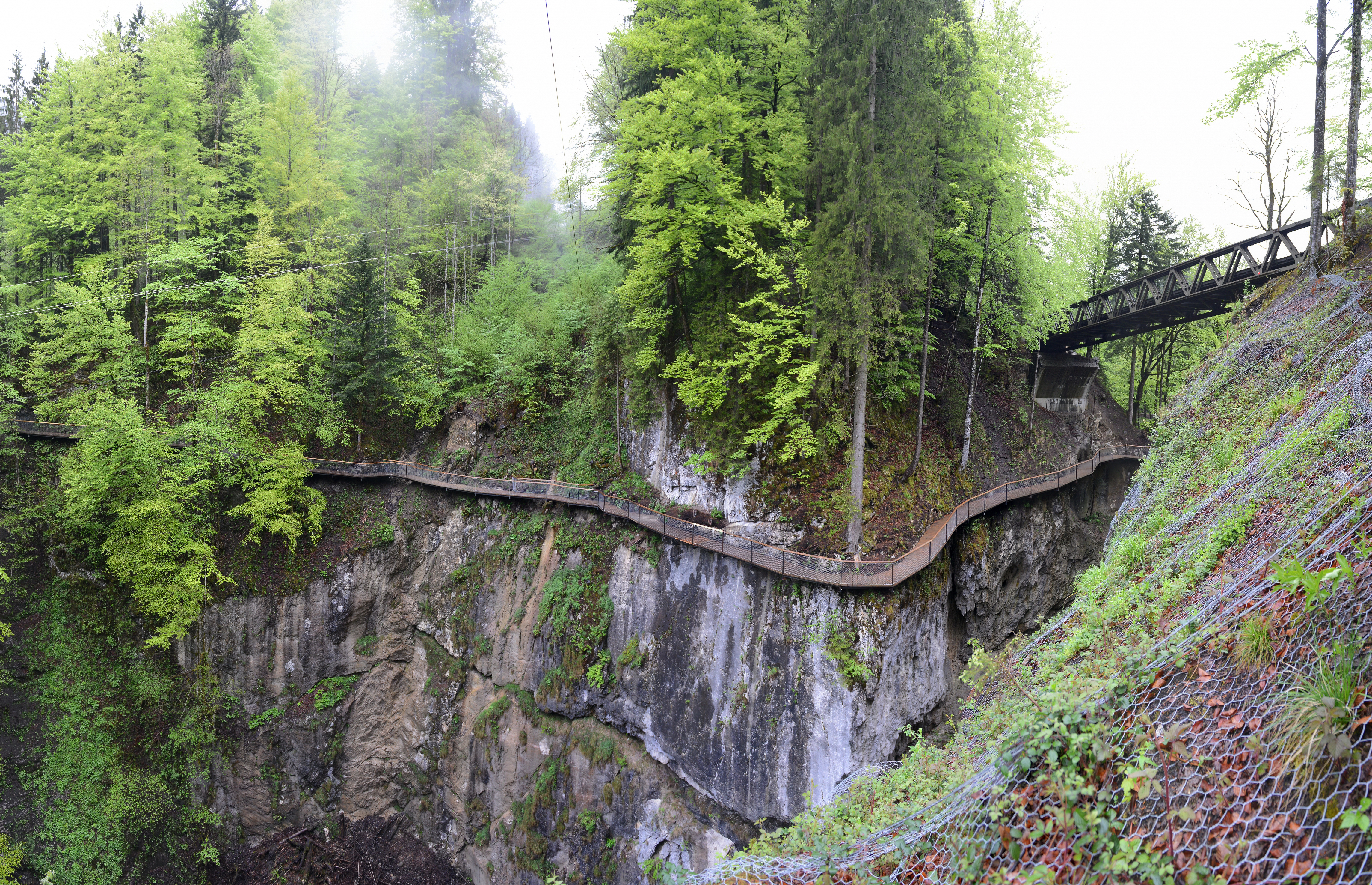
Blick von Südosten auf die neuen Steganlagen zur Begehung der Rappenlochschlucht und die Behelfsbrücke, unter der der Gewölbeansatz der eingestürzten Steinbrücke erkennbar ist. (April 2014)

Die Rappenlochschlucht ist eine ca. 500 Meter lange Klamm  im Ebniter Tal in Dornbirn im österreichischen Bundesland Vorarlberg.
Sie wird von der Dornbirner Ach nordwärts durchflossen, die vorher durch die Alplochklamm bei Ebnit und den aufgestauten Staufensee fließt und nach der Rappenlochschlucht zunehmend westwärts durch Dornbirn fließt.
Seit 1791 ist die Rappenlochschlucht überbrückt, um einen Fahrweg nach Ebnit zu schaffen. Von August 2021 bis Frühjahr 2023 wurde an der in zeitlicher Abfolge fünften Rappenlochbrücke einer neuen Straßentrassierung gebaut, sie wurde am 6. Juni 2023 eröffnet.
Mit dem Bau einer aufstauenden Sperre des Gewässers am Schluchteingang zur Gewinnung von Wasserkraft erstmals 1861 entstand oder vergrößerte sich der Staufensee. Für Bau und Wartung des aus Eisenblech genieteten durch die Schlucht geführten Druckrohrs zu einem Kraftwerk unterhalb wurde die Schlucht durchwegt. 1905 wurde der Weg über Steige und Stege längs durch die Schlucht öffentlich für Wanderer geöffnet und ist seit Jahrzehnten ein bedeutendes Tourismusziel.
Hochwasser und Felsstürze beeinträchtigten oder zerstörten wiederholt die Durchwegung bzw. die Überbrückung der Schlucht.

## Lage und Umgebung
Die Klamm liegt etwa fünf Kilometer südöstlich des Dornbirner Stadtzentrums am Zugang zur Walsersiedlung Ebnit und am Fuße von Karren und Staufen.
Vom Dornbirn und dem nordalpinen Flysch aus kommend führt die Schlucht flussauf durch das erste feste Gesteinsmassiv der Alpen. Ihr Eingang liegt etwas oberhalb der alten Industrieansiedlung Gütle mit dem Rolls-Royce Museum und dem mittlerweile stillgelegten ehemals höchsten Springbrunnen Europas, der 1869 errichtet und mit Überschusswasser aus der Druckrohrleitung gespeist wurde.
Sie verläuft entlang der Dornbirner Ach unter der ehemaligen Rappenlochbrücke hindurch und endet an der Rappenlochschluchtsperre, die den Staufensee aufstaut.
Am Staufensee befindet sich das 1891 errichtete Wasserkraftwerk Ebensand. Unmittelbar dahinter beginnt die Alplochschlucht.
Die beeindruckende Kulisse der Schlucht wird auch immer wieder für diverse Events und Kunstaktionen genutzt. Besonderes Aufsehen erregte dabei eine Aktion des aus Dornbirn stammenden Künstlers Martin E. Greil, der am Eingang der Schlucht eine Drahtskulptur in Form eines Riesenpenis aufstellen ließ.

## Namensherkunft
Die Namensherleitung ist unklar. Möglicherweise geht der Name auf Raben oder den Waldrapp zurück, einer im späten Mittelalter in den Alpengebieten ausgestorbenen Ibisart, die in solch engen Felsschluchten ihre letzten Kolonien hatte.

## Geschichte
In der Kreidezeit bildeten sich vor ca. 100 bis 130 Millionen Jahren am Standort der heutigen Klamm zahlreiche Schichten von Mergel und Kalkstein. Die Klamm entstand am Ende der Würm-Kaltzeit vor knapp 12000 Jahren durch den Durchbruch eines Vorläufers der Ebniter- bzw. Dornbirner Ache durch die Kalk-Mergelberge des Bregenzerwaldgebirges.
1791 wurde die erste Brücke über die Schlucht als gewölbte Brücke aus Holz gebaut (Rappenlochbrücke). 1845 fiel die Brücke einem Feuer zum Opfer. Sie wurde durch einen überdachten Neubau ersetzt, ebenfalls aus Holz.
1829 wurde die von Franz Alois Negrelli in seiner Zeit als Vorarlberger Kreiswasserbauadjunkt geplante Rappenlochschluchtsperre errichtet. Sie ist eine der ältesten Gewölbebogensperren in Vorarlberg, wurde 1862 erhöht und in den Jahren 1989 bis 1991 erweitert.
1891 wurde am Staufensee das Kraftwerk Ebensand errichtet. Ein zweites Turbinenhaus wurde im Gütle selbst errichtet, dessen Turbinen durch Wasser aus einer genieteten Druckrohrleitung angetrieben wurde, die direkt durch die Rappenlochschlucht geführt wurde. Da diese Druckrohrleitung inspiziert und gewartet werden musste, entstanden die ersten Stege und Steige durch die Schlucht. Vor allem der Textilfabrikant Franz Martin Hämmerle, der Inhaber der gleichnamigen, heute stillgelegten Spinnerei in Gütle, machte sich um den Ausbau der Klammwege verdient.

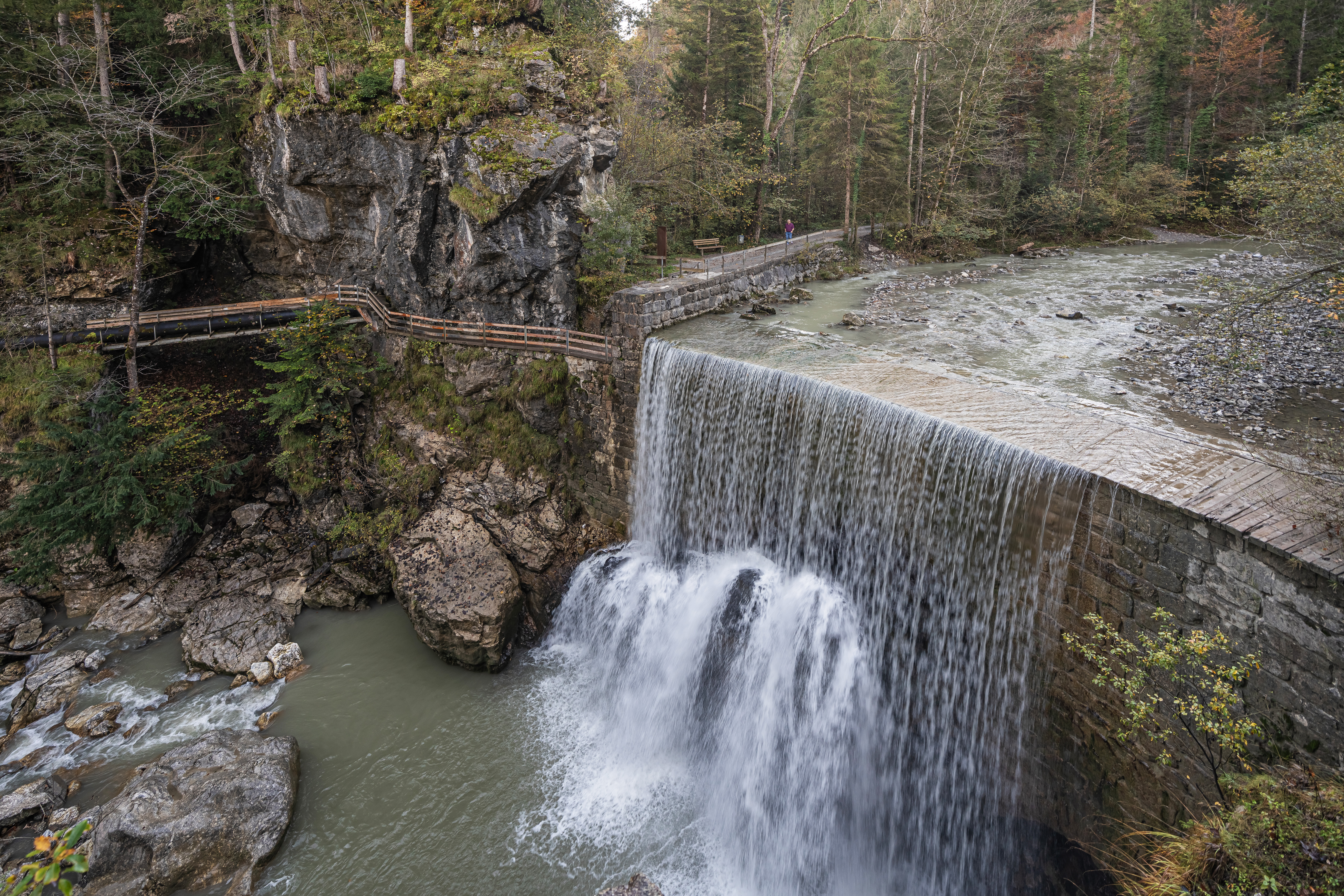
Staumauer mit Wasserfall

1902 wurde schließlich die Begehung der Schlucht dem allgemeinen Publikum möglich gemacht. Sie ist seither ein beliebtes Ausflugsziel. Die hölzerne Rappenlochbrücke wurde 1950 durch einen etwa 30 Meter langen Neubau als Steinbogenbrücke ersetzt.
Das Alpenhochwasser 2005 führte auch in der Rappenlochschlucht zu Schäden. Bis zu 246 Kubikmeter Wasser pro Sekunde durchflossen die Klamm und zerstörten dabei eine kleinere Brücke.

### Felssturz 2011 und zweijährige Sperre
Am 10. Mai 2011 um 12:48 Uhr kam es zu einem gewaltigen Felssturz, der auch die Rappenlochbrücke mit in die Tiefe riss. Etwa 15.000 Kubikmeter Gestein stürzten in die Schlucht. Zum Zeitpunkt des Einsturzes befanden sich weder Fahrzeuge oder Personen auf der Brücke noch unterhalb der Felssturzmasse in der Schlucht.
Anstelle der eingestürzten Brücke wurde eine militärische D-Brücke als Behelfsbrücke errichtet und am 16. Juni 2011 fertiggestellt. Die Rappenlochbrücke war seit dem Jahr 1955 als Teil der Ebniterstraße die Hauptverbindung von Dornbirn ins Bergdorf Ebnit und als solche viel befahren. Es wurde zunächst geplant, dass die provisorische Rappenlochbrücke durch einen Neubau ersetzt werde.
Nach dem Felssturz waren die Wege in der Schlucht zum einen verschüttet und wurden zum anderen offiziell wegen Steinschlaggefahr gesperrt. Zunächst wurde für den Frühling 2013 die Wiedereröffnung des Weges durch eine neue Brückenkonstruktion an höherer Stelle vorgesehen. Die Dornbirner Stadtvertretung beschloss hierfür am 3. Oktober 2012 die Detailplanung und Ausschreibung für eine entsprechende Steganlage.
Die neue Weg- und Steganlage in der Rappenlochschlucht wurde schließlich in zwei Etappen errichtet. Im Sommer 2013 wurde der erste Teil des Weges freigegeben. Seit dem 24. August 2013 sind der gesamte Weg und die Steganlage ungehindert begehbar. Die neue Steganlage führt die Wanderer an einer Schluchtwand vorbei, geht oberhalb des Felssturzes fast frei schwebend weiter und führte dann bis zu deren Abtragung 2020 unterhalb der Behelfsbrücke hindurch. Als neuer Höhepunkt des Wegs bietet dieser einen direkten Blick auf den spektakulären Felssturz.

### Felssturz 2020 und Brückensperre
In der Nacht auf Donnerstag, den 19. März 2020 lösten sich unterhalb des südöstlichen Widerlagers der Behelfsbrücke rund 10.000 Kubikmeter Gestein. Die Wanderwege wurden daraufhin sofort gesperrt und die Felsräumung in der Rappenlochschlucht ausgesetzt. Drei Tage vor dem zweiten Felssturz waren die österreichweiten Beschränkungen für Ausgang, Beherbergung und Geschäftsöffnung im Zuge der COVID-19-Pandemie in Kraft getreten, weshalb Wanderwege und Straße zu diesem Zeitpunkt deutlich schwächer als sonst frequentiert waren.
Die Brücke blieb bestehen, da ihr oberhalb der Abbruchstelle angebrachtes Widerlager tief im Fels geankert war, wurde jedoch vorsorglich gesperrt, da der Felsen durch den Gesteinsausbruch unterhöhlt und labil war. Um ihren Verlust zu vermeiden, bauten von einer Autokranfirma unterstützte Pioniere des Bundesheeres und die Straßenmeisterei Dornbirn die Brücke am 25. März 2020 vorsorglich ab. Aufgrund der wiederholten Felsstürze im Bereich der Brücke wurden die ursprünglichen Pläne zur Errichtung einer neuen Brücke an der alten Stelle verworfen und stattdessen eine großräumige Neutrassierung des Straßenverlaufes und ein Brückenschlag über die Ache an einer anderen Stelle erwogen.
Für die Fahrt von Dornbirn zur Bergparzelle Ebnit wurde danach zunächst die Umfahrungsstraße über den Ortsteil Kehlegg geöffnet. Im Anschluss wurde die Baustraße am Ostufer des Staufensees in den darauffolgenden Tagen soweit ausgebaut, dass diese als kürzere Verbindung dienen kann. Die Hauptverbindungsstraße ins Ebnit über die Ebniterstraße führt nunmehr kurz vor der ehemaligen Rappenlochbrücke hinab zum Staufensee, mit einer Brücke über eine Engstelle des Sees und wird dann auf der anderen Seite des Tals wieder zur ursprünglichen Straßenführung hinauf geführt.

### Neue Brücke 2023
Am 25. März 2021 wurden 17 000 Kubikmeter des labilen, unterhöhlten Felskopfes, der das südöstliche Widerlager trug, mit 2,3 t Sprengstoff abgesprengt. Die neue Brücke konnte nun doch an der Stelle des 2011 eingestürzten Bauwerks errichtet werden; sie ist, damit sie auf stabilem Fels steht, mit projektierten 62,63 Meter Spannweite (horizontal gemessen) wesentlich länger als ihre 2011 eingestürzte Vorgängerin.
Tief in den Fels reichende Anker sollen für einen sicheren Halt der Widerlager sorgen. Am 6. Juni 2023 wurde die von den Architekten Marte + Marte, von denen auch die Schanerlochbrücke (2005) ist, geplante Brücke erstmals geöffnet.